# Норт-Маямі (Оклахома)
Норт-Маямі (англ. North Miami) — місто (англ. town) в США, в окрузі Оттава штату Оклахома. Населення — 290 осіб (2020).

## Географія
Норт-Маямі розташований за координатами 36°55′13″ пн. ш. 94°52′47″ зх. д. / 36.92028° пн. ш. 94.87972° зх. д. (36.920142, -94.879675).  За даними Бюро перепису населення США в 2010 році місто мало площу 0,50 км², уся площа — суходіл.

## Демографія
Згідно з переписом 2010 року, у місті мешкали 374 особи в 148 домогосподарствах у складі 107 родин. Густота населення становила 744 особи/км².  Було 173 помешкання (344/км²).
Расовий склад населення:
| - 61,8 % — білих - 21,7 % — корінних американців - 2,4 % — вихідців з тихоокеанських островів - 0,5 % — азіатів - 0,3 % — чорних або афроамериканців - 4,3 % — осіб інших рас |

До двох чи більше рас належало 9,1 %. Частка іспаномовних становила 5,9 % від усіх жителів.
За віковим діапазоном населення розподілялося таким чином: 25,4 % — особи молодші 18 років, 57,8 % — особи у віці 18—64 років, 16,8 % — особи у віці 65 років та старші. Медіана віку мешканця становила 41,3 року. На 100 осіб жіночої статі у місті припадало 106,6 чоловіків;  на 100 жінок у віці від 18 років та старших — 99,3 чоловіків також старших 18 років.
Середній дохід на одне домашнє господарство  становив 35 148 доларів США (медіана — 28 750), а середній дохід на одну сім'ю — 40 809 доларів (медіана — 34 375). За межею бідності перебувало 26,3 % осіб, у тому числі 38,7 % дітей у віці до 18 років та 14,7 % осіб у віці 65 років та старших.
Цивільне працевлаштоване населення становило 147 осіб. Основні галузі зайнятості: освіта, охорона здоров'я та соціальна допомога — 31,3 %, виробництво — 15,0 %, сільське господарство, лісництво, риболовля — 12,2 %, роздрібна торгівля — 10,9 %.